# Claude-Louis de Saint-Germain
Claude-Louis, Conde de Saint-Germain (15 de abril de 1707 – 15 de janeiro de 1778), general francês, nasceu em 15 de abril de 1707, no Castelo de Vertamboz. 
Educado em escolas jesuítas, ele pretendia ingressar no sacerdócio, mas na última hora obteve de Luís XV uma nomeação como subtenente. Ele deixou a França, de acordo com as fofocas da época, por causa de um duelo; serviu sob o Eleitor Palatino ; lutou pela Hungria contra os turcos e, com a eclosão da Guerra da Sucessão Austríaca (1740), juntou-se ao exército do eleitor da Baviera (que mais tarde se tornou imperador sob o nome de Carlos VII ), exibindo tal bravura que foi promovido ao posto de tenente-marechal de campo. 
Ele deixou a Baviera após a morte de Carlos VII e, após um breve serviço sob o comando de Frederico, o Grande, juntou-se ao marechal Saxe na Holanda e foi nomeado marechal de campo do exército francês. Ele se destacou especialmente em Lauffeld, Rocoux e Maastricht . Com a eclosão da Guerra dos Sete Anos (1756), ele foi nomeado tenente-general e, embora demonstrasse maior habilidade do que qualquer um de seus colegas comandantes e fosse admirado por seus soldados, foi vítima de intrigas da corte, inveja profissional e críticas hostis. Ele renunciou à sua comissão em 1760 e aceitou uma nomeação como marechal de campo de Frederico V da Dinamarca-Noruega, sendo encarregado em 1762 da reorganização do exército dinamarquês. 
Em 1767, ele e seu círculo desejaram fazer de Birgitte Sofie Gabel a amante oficial de Cristiano VII da Dinamarca-Noruega, a fim de desviá-lo da política e assumir o poder de fato sobre o governo.  O plano falhou porque Gabel não queria se tornar amante do rei, pois o achava repulsivo e estava apaixonada pelo príncipe Charles de Hesse-Kassel,  e no mesmo ano, Støvlet-Cathrine se tornou a amante oficial do rei.
Ele logo retornou à França, comprou uma pequena propriedade na Alsácia, perto de Lauterbach (perto de Mulhouse),  e dedicou seu tempo à religião e à agricultura. Uma crise financeira levou consigo os fundos que ele havia economizado durante seu serviço na Dinamarca e o tornou dependente da generosidade do Ministério da Guerra francês. Saint-Germain foi apresentado à corte pelos reformadores Turgot e Malesherbes e foi nomeado ministro da guerra por Luís XVI em 25 de outubro de 1775. Ele procurou diminuir o número de oficiais e estabelecer ordem e regularidade no serviço. Seus esforços para introduzir a disciplina prussiana no exército francês provocaram tanta oposição que ele renunciou em setembro de 1777. Ele aceitou alojamento do rei e uma pensão de 40.000 libras e morreu em seu apartamento no Arsenal de Paris em 15 de janeiro de 1778. 